# ناحیه ایسترن، شهرستان اوتر تیل، مینه سوتا
ناحیه ایسترن (به انگلیسی: Eastern Township) یک منطقهٔ مسکونی در ایالات متحده آمریکا است که در شهرستان اوتر تیل، مینه‌سوتا واقع شده‌است.
 ناحیه ایسترن ۹۴٫۷ کیلومتر مربع مساحت و ۲۵۶ نفر جمعیت دارد و ۴۳۸ متر بالاتر از سطح دریا واقع شده‌است.